# جون ألدن لورينغ
جون ألدن لورينغ (بالإنجليزية: John Alden Loring)‏ ولد في (31 مارس 1871م - 8 مايو 1947م) هو عالم ثدييات عمل عدد من الأماكن منها مكتب الأبحاث البيولوجية، وفي المؤسسة الأمريكية للأسماك والحياة البرية، وحديقة حيوانات برونكس، ومؤسسة سميثسونيان إضافة إلى العديد من البعثات إلى أمريكا الشمالية وأوروبا وأفريقيا حتى يقوم بجمع العينات. هاو تجميع كبير ومتفان، حيث كان لورينغ معروفًا مبكرًا في عمله بتسعمائة نموذج جمعه وأعده وأرسله إلى المتحف القومي بالولايات المتحدة خلال فترة 3 أشهر أمضاها في حملة عام 1898م في شمال غرب أوروبا وإسكندنافيا.